# モーラー

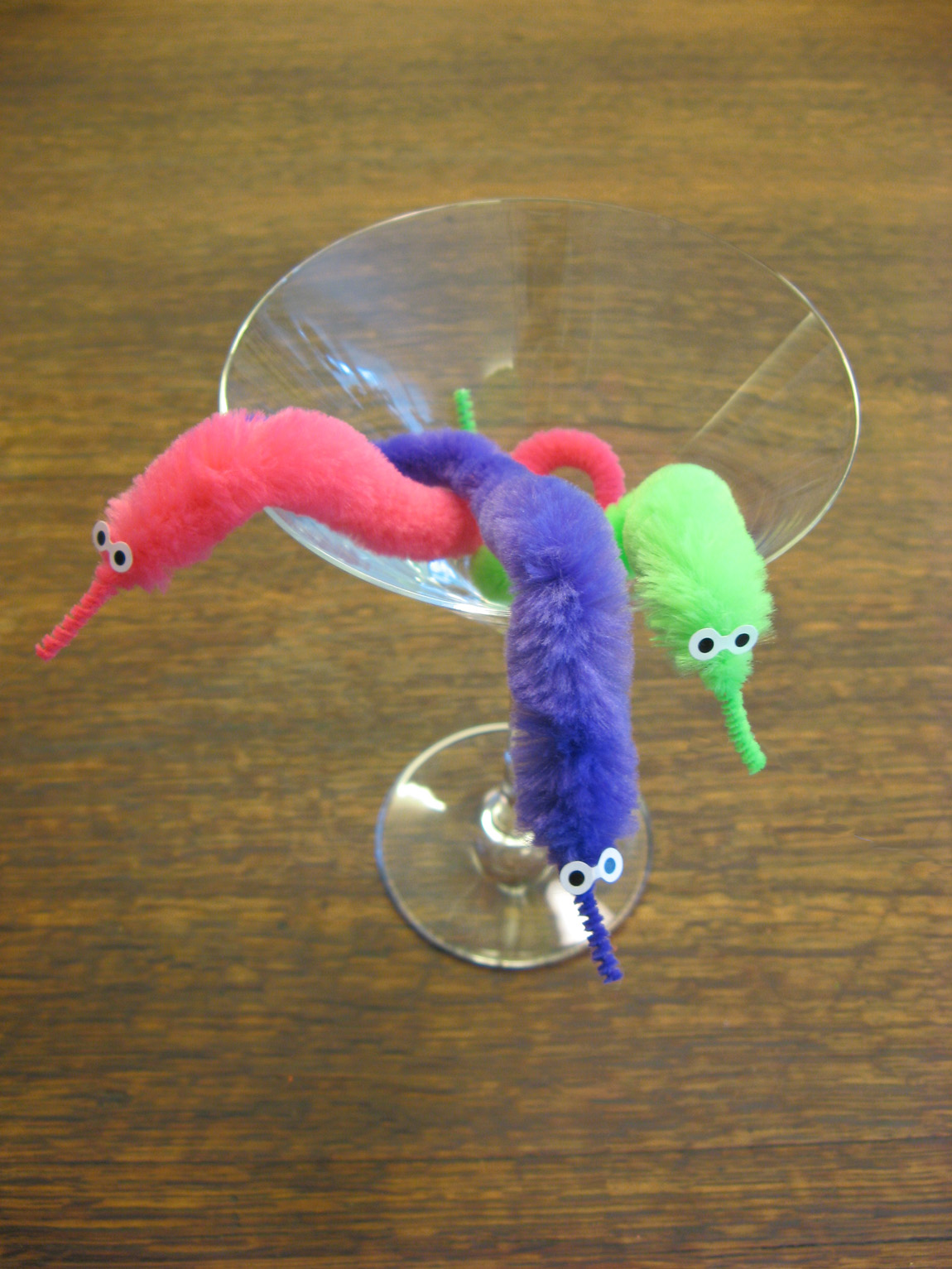
3色のモーラー

モーラーは、1975年に日本で増田屋コーポレーションが発売した玩具である。
1972年にオーストリア出身のフェリックス・プッシュカルスキー (Felix Puschkarski) が考案した。ドイツ語圏ではWurli、英語圏ではSquirmlesやMagic Twisty、フランス語圏ではSnikiなどの名称で発売され、大ヒットした。

## 概要
オリジナルの本体はオレンジ色のモール製で全長235ミリメートル、2つの目と尖った鼻を有する。鼻の先にはテグスが結びつけられており、このテグスを引っ張ることで、モーラーをまるで生きているかのごとく自在に操れる。
元々は1972年に当時24歳のプッシュカルスキーが西ドイツで実用新案権を取得した、Wurliという玩具であった。プッシュカルスキーは当初、路上でパフォーマンスをしながら販売していた。同年のミュンヘンオリンピックでは、競技場周辺で単独の実演販売を行い、9日間で10万個を売り上げた。その後、ニュルンベルク国際玩具見本市でアメリカ合衆国のバイヤーの目に止まり、1974年にアメリカではSquirmlesという名前で大々的にテレビCMのキャンペーンが行われ、2か月で500万個を売る大ヒットとなった。
その後も各国で模倣品を含め販売され続けているロングセラー商品である。
なお、考案者のプッシュカルスキーは、1990年代後半より日本に在住しており、子に斉藤アリスがいる。

## 日本での展開
日本では1975年4月3日に増田屋コーポレーション（当時、増田屋齋藤貿易）から380円（2023年時点の756円と同等）で発売された。
発売当初、販売促進のためにテレビCM（モーラーの声：田の中勇）のほか、おもちゃ屋の店頭や祭りなどで実演販売が行われた。
西ドイツからの初回輸入分50,000ダース（60万個）は数日で売り切れ、船便から航空便輸送に切り替えた後、最終的に日本国内で生産することになった。6月1日までの約2か月で135,000ダース（162万個）を販売する爆発的ヒットとなった。安価な大衆品ゆえに商品寿命は短く、すぐに7社から模倣品が発売されたものの、既にブームは過ぎ去っていた。ヒットした要因は、テレビでの実演、ネーミングの良さ、単価が安いことが推測された。
派生作品として、1996年に電動の動くボールとモーラーを組み合わせた「じゃれっこモーラー」が発売されている。
2005年にはマジシャンのマギー審司と契約し、アライグマのラッキー君の友達となった。
2024年現在、増田屋コーポレーションから引き続き販売されている。

追記

マスダヤのモーラとしてはオレンジ色のみとのアナウンスだが、

ごく僅かにグリーン色注1が存在する。

発売当初は、オーストリア生産品を輸入して販売していたが、

爆発的なヒットによりオーストリア製の生産が間に合わず、西ドイツ生産品も追加輸入販売された。

その際にオレンジ色とのアソート品としてグリーン色も僅かながら販売された。

（注１）

本体色の色がグリーンの物に関しては、初期の一時期にオレンジとのアソート品としてあったものです。

オレンジの方が販売力がある為アソート終了となりました
以上、(株)増田屋コーポレーション　ＡＳＣに確認済み事項です。